# 이어항
이어항(伊於港)은 경상남도 남해군 고현면 이어리, 이어마을 인근에 있는 어항이다. 2002년 8월 6일 어촌정주어항으로 지정하여 관리하고 있다. 시설관리자는 남해군수이다.

## 어항 연혁
- 마을 형상이 마치 잉어가 노는 것 같다고 하여 '잉어리' 또는 '이유리'라고 불리다가 조선조 태종때인 서기 1413년 이어(伊於)리로 불리게 되었다.

## 어항 시설
- 선착장 L=327m, B=5m

## 주요 어종
- 전어, 패각류 등